# Friedrich Ignaz von Emperger

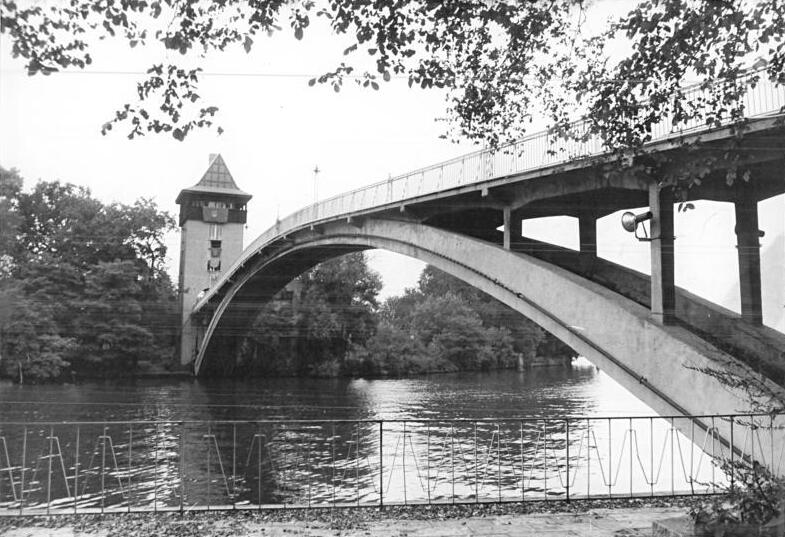
Abteibrücke i Berlin, ett verk av Emperger

Friedrich (Fritz) Ignaz von Emperger, född 11 januari 1862 i Beraun, Böhmen, död 7 februari 1942 i Wien, var en österrikisk ingenjör.
Emperger, som var verksam som doktoringenjör och överbyggnadsråd i Wien, var en banbrytare inom järnbetongtekniken i Europa och Nordamerika såväl vetenskapligt som praktiskt. Han författade otaliga artiklar om järnvägar, broar och i all synnerhet forskning inom järnbetongtekniken. Hans främsta verk torde vara samlingsverket "Handbuch für Eisenbetonbau" (tredje omarbetade upplagan i 14 band, 1921 ff.) samt den av honom 1901 uppsatta, i Berlin utgivna tidskriften "Beton und Eisen" liksom den hithörande årligen från 1906 utgivna "Betonkalender". Grundläggande på ett helt nytt område var hans arbeten angående "Umschnürtes Gusseisen", det vill säga spiralarmerat gjutjärn, använt i pelare och valv.